# Vis-à-vis (autovetture)
La Vis-à-vis era un particolare tipo di configurazione dei posti per i passeggeri con cui erano spesso realizzate le primissime autovetture della storia.

## Descrizione

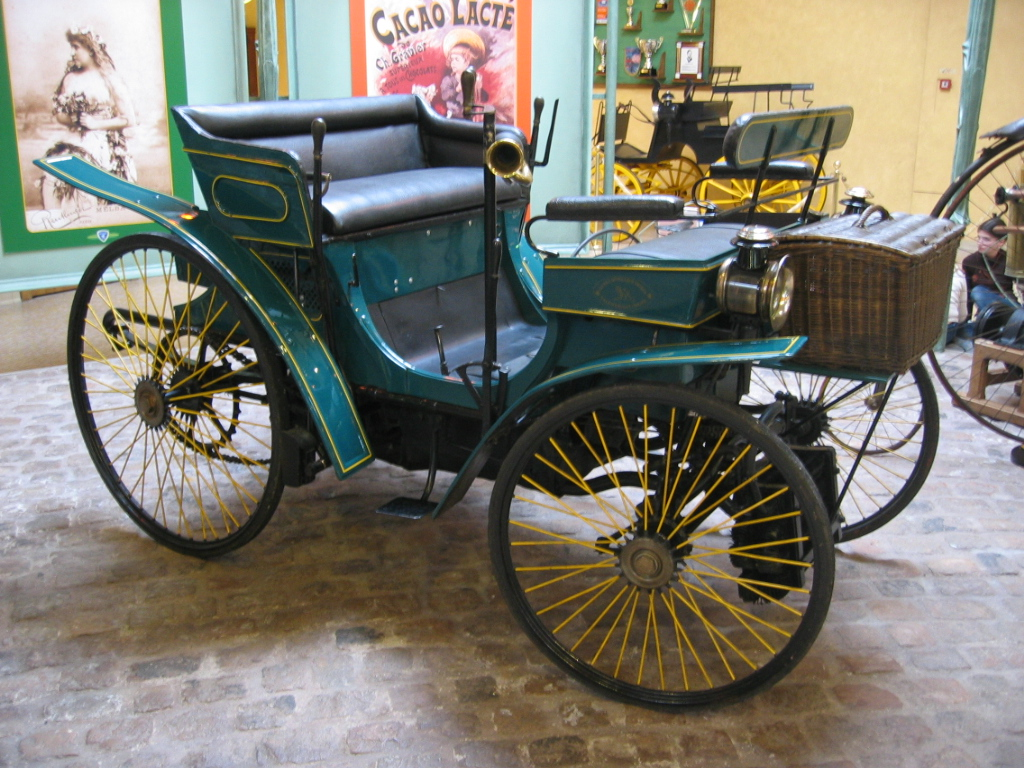
Una Peugeot Type 3 del 1891, tipico esempio di vettura in configurazione vis-a-vis

Il termine è in lingua francese ed ha il significato di "faccia a faccia", e indica una configurazione utilizzata principalmente sulle primissime autovetture nel periodo pionieristico, quello che arriva fino alla fine dell'Ottocento.
All'epoca le carrozzerie non prevedevano configurazioni chiuse, né finestrini, ma semplicemente l'eventuale possibilità di proteggere i passeggeri dalle intemperie attraverso una copertura in tela; per quanto riguarda le vetture a più di due posti, l'alternativa della sistemazione dei posti a sedere era tra le phaeton, con sedili orientati nella direzione di marcia, e appunto le vis-à-vis, in cui trovavano posto due file di sedili, l'una affacciata all'altra: il guidatore ed il passeggero accanto a lui si trovavano solitamente sulla fila di sedili posteriore, mentre quella anteriore, rivolta verso il conducente, era riservata agli altri passeggeri.
Si trattava di veicoli ancora simili più a carrozze senza cavalli che a vere e proprie autovetture. Nella maggior parte dei casi anche le ruote erano di differente diametro, con le anteriori più piccole delle posteriori.
Furono disponibili in configurazione "vis-à-vis" diverse tra le prime autovetture di serie della storia, come la Peugeot Type 3, la FIAT 3 ½ HP, la Opel Patent-Motorwagen e la Benz Velo.